# ヘキサトリイニルラジカル
ヘキサトリイニルラジカル(Hexatriynyl radical,C6H)は、末端に水素を持つ直鎖状の6つの炭素原子から構成される有機のフリーラジカルである。
不対電子は、水素原子の反対側に位置する。この科学種に対する実験とシミュレーションは、どちらも1990年代初頭に行われた
。

## ラジカルの合成
このラジカルは、光分解によって生成する。2つの異なる例がある。
- モル比1500:1のアルゴンと1,3-ブタジエン
- モル比100:1のアルゴンとアセチレン

## ヘキサトリインアニオン
2006年、グリーンバンク望遠鏡を用いて、負電荷を持ったヘキサトリインアニオン（C6H−）が検出された。星間物質中にアニオンが発見されたのは初めてだった。余分な電子を追い出す紫外線の作用のため、宇宙環境ではアニオンは不安定であると考えられていた。

### アニオンの合成
実験室での合成は、アセチレンから始まる。反応は、15%アルゴン混合物中、減圧下で直流放電により行われる。生成物は、ミリ波分光計で観測される。

### アナログ
C4H−及びC8H−も検出されている。